# Числа Бернуллі
Числа Бернуллі — послідовність раціональних чисел {\displaystyle B_{0},B_{1},B_{2},...} знайдена Якобом Бернуллі в зв'язку з обчисленням суми однакових степенів натуральних чисел:
{\displaystyle \sum _{n=1}^{N-1}n^{k}={\frac {1}{k+1}}\sum _{s=0}^{k}C_{k+1}^{s}B_{s}N^{k+1-s}},
де {\displaystyle C_{n}^{k}} — біноміальний коефіцієнт.

## Формула для чисел Бернуллі
Для чисел Бернуллі існує наступна рекурентна формула: {\displaystyle B_{n}={\frac {-1}{n+1}}\sum _{k=1}^{n}C_{n+1}^{k+1}B_{n-k},\quad n\in \mathbb {N} }

## Властивості
- Всі числа Бернуллі з непарними номерами, крім {\displaystyle B_{1}}, дорівнюють нулю, знаки {\displaystyle B_{2n}} міняються.
- Числа Бернуллі є значеннями при {\displaystyle x=0} многочленів Бернуллі: {\displaystyle B_{n}=B_{n}(0)}.

Коефіцієнтами розкладу деяких елементарних функцій в степеневі ряди часто служать числа Бернуллі. Наприклад:
- Експоненційна генератриса для чисел Бернуллі:

{\displaystyle {\frac {x}{e^{x}-1}}=\sum _{n=0}^{\infty }{\frac {B_{n}}{n!}}x^{n},|x|<2\pi },
- {\displaystyle x\operatorname {ctg} x=\sum _{n=0}^{\infty }(-1)^{n}B_{2n}{\frac {2^{2n}}{(2n)!}}x^{2n},|x|<\pi },
- {\displaystyle \operatorname {tg} x=\sum _{n=1}^{\infty }|B_{2n}|{\frac {2^{2n}(2^{2n}-1)}{(2n)!}}x^{2n-1},|x|<\pi /2}.
- Ейлер вказав на зв'язок між числами Бернуллі і значеннями дзета-функції Рімана {\displaystyle \zeta (s)} при парних {\displaystyle s=2m}:

{\displaystyle B_{2k}=2(-1)^{k+1}{\frac {\zeta (2k)\;(2k)!}{(2\pi )^{2k}}}.}
Із чого випливає
{\displaystyle B_{n}=-n\zeta (1-n)} для всіх n.
- {\displaystyle \int \limits _{0}^{\infty }{\frac {x^{2n-1}dx}{e^{2\pi x}-1}}={\frac {1}{4n}}|B_{2n}|,n=1,2,...}

У математиці, числа Бернуллі Bn є послідовністю раціональних чисел, яка глибоко пов'язана з теорією чисел. Вони тісно пов'язані зі значеннями дзета-функції Рімана для від'ємних аргументів.
Є кілька означень для чисел Бернуллі. Найпоширенішим є
Bn = 0 для всіх непарних n, крім 1 і B1 = −1/2, але деякі автори використовують B1 = +1/2 і деякі пишуть Bn для B2n. Значення перших ненульових чисел Бернуллі (більше значень нижче):
| n  | 0 | 1    | 2   | 3 | 4     | 5 | 6    | 7 | 8     | 9 | 10   | 11 | 12        | 13 | 14  |
| -- | - | ---- | --- | - | ----- | - | ---- | - | ----- | - | ---- | -- | --------- | -- | --- |
| Bn | 1 | −1/2 | 1/6 | 0 | −1/30 | 0 | 1/42 | 0 | −1/30 | 0 | 5/66 | 0  | −691/2730 | 0  | 7/6 |

Числа Бернуллі були відкриті приблизно в однаковий час швейцарським математиком Якобом Бернуллі, в честь якого вони названі, і незалежно японським математиком Секі Такакадзу. Відкриття Секі було опубліковане посмертно в 1712 році  у своїй роботі Katsuyo Sampo; Бернуллі, також посмертно, у своєму Ars Conjectandi 1713 року.
Вони з'являються в розкладі в ряд Тейлора функцій тангенса і гіперболічного тангенса, у формулі Ейлера — Маклорена, і у виразах для деяких значень дзета-функції Рімана.

### Значення чисел Бернуллі
BN = 0 для всіх непарних N', відмінне від 1. B 1  = 1 / 2 або −1 / 2 в залежності від прийнятої конвенції (див. вище).